# Тихомир Вујичић
Тихомир Вујичић (мађ. Vujicsics Tihamér; Помаз, 23. фебруар 1929 — Дамаск, 19. август 1975) био је композитор и етномузиколог у Будимпешти.

## Биографија
Тихомир Вујичић је био истакнути композитор у Будимпешти који је написао бројна музичка дела. Био је веома популаран у мађарском уметничком свету 60-их и 70-их година у Будимпешти.
Тихомир Вујичић потиче из свештеничке породице. Отац Душан Вујичић (1903 - 1990) рођен је у Сечују у мађарском делу Барање, и био је викарни прота Епархије будимске и парох пештанске српске цркве Великомученика Светог Георгија. Мајка Невенка Будимлић рођена је у Сантову. Брат Стојан Д. Вујичић (1933 - 2002) је био познати српски књижевник.
Године 1948. уписао се на Вишу школу музичке уметности Франц Лист (мађ. Liszt Ferenc) у Будимпешти, међутим, 1949. због политичких прилика и свога порекла Тихомир Вујичић је одстрањен са Музичке академије. Наставио је студије у класи Золтана Кодаља. Вујичића је највише привлачио модерни тоналитет и савремени токови светске музике, али је исто тако проучавао и народну музику. На његово стваралаштво највише су утицали Бела Барток, Игор Стравински, Албан Берг и Арнолд Шенберг.
Извесно време Вујичић је радио при Државном народном ансамблу, а потом је био композитор Јегсинхаза (мађ. Jégszínház) у мађарској престоници. Виртуозно је свирао на безброј инструмената и често је користио музичку пародију. Научним радом сакупљао је музичку традицију Срба, Буњеваца, Шокаца, Бошњака и Хрвата у Мађарској. Био је врсни познавалац балканске музике која је знатно утицала на његово богато стваралаштво. Међутим, није се заустављао само на овом геграфском простору, проучавао је и мелос Медитерана и Блиског истока.
Тихомир Вујичић је аутор петнаестак композиција које прожима модерни стил и фолклор. Поред ових дела написао је и музику за петнаест мађарских играних филмова. У његовој заоставштини остала је незавршена опера „Аргирус“.
Тихомир Вујичић је био врхунски српски интелектуалац у Мађарској. Био је широко образован и говорио је неколико језика. Композитор Тихомир Вујичић умро је трагично. Срушио се авионом изнад Дамаска дан на Преображење 1975. године

## Збирке
- Наше песме (Будимпешта, 1957) - антологија нотних записа и стихова 100 народних песама и 20 кола Срба, Буњеваца, Шокаца, Бошњака и Хрвата у Мађарској.
- Музичка традиција Јужних Словена у Мађарској (Будимпешта, 1978)

## Композиције
- Концерт (филм, 1962)
- Капетан Тенкеша (филм, 1963)
- Војник Принц (филм)
- Борш (филм)
- Макар Чудра (балет, 1955)
- Пастир са чаробном фрулом (балет, 1958)
- Ката Кадар (балет, 1958)
- Крвава свадба (балет, 1960)
- Девојка оживљена игром (музички филм, 1964)